# Enzo Leijnse
Enzo Leijnse (* 16. Juli 2001 in Amsterdam) ist ein niederländischer Radrennfahrer, der auf Bahn und Straße Rennen bestreitet.

## Sportliche Laufbahn
Wie manche andere niederländische Radsportler auch begann Enzo Leijnse als Eisschnellläufer. Im Alter von acht Jahren wechselte er zum Radsport und folgte damit dem Vorbild des Vaters und der Schwester.
2017 wurde Leijnse niederländischer Junioren-Meister im Scratch auf der Bahn, im Jahr darauf in Einer- und Mannschaftsverfolgung. Ebenfalls 2018 entschied er das prestigeträchtige Schweizer Junioren-Rennen GP Rüebliland für sich. 2019 wurde er Vize-Europameister der Junioren im Punktefahren auf der Bahn sowie Vize-Weltmeister der Junioren im Einzelzeitfahren auf der Straße, Straßenrennen wurde er Vierter. Im selben Jahr errang er seinen ersten nationalen Titel in Elite, mit Maikel Zijlaard, Casper van Uden, Vincent Hoppezak und Philip Heijnen in der Mannschaftsverfolgung.
Für 2020 erhielt Enzo Leijnse beim Team Sunweb (ab 2021 Development Team DSM) seinen ersten Vertrag. Mit Sunweb gewann er 2020 das Mannschaftszeitfahren der Ronde de l’Isard, mit DSM 2021 und 2022 das der Tour de l’Avenir.

## Erfolge

### Bahn
2017
- Niederländischer Junioren-Meister – Scratch

2018
- Niederländischer Junioren-Meister – Einerverfolgung, Zweier-Mannschaftsfahren (mit Casper van Uden)

2019
- Junioren-Europameisterschaft – Punktefahren
- Niederländischer Meister – Mannschaftsverfolgung (mit Maikel Zijlaard, Casper van Uden, Vincent Hoppezak und Philip Heijnen)

### Straße
2018
- Gesamtwertung und eine Etappe GP Rüebliland

2019
- Junioren-Weltmeisterschaft – Einzelzeitfahren

2020
- Mannschaftszeitfahren Ronde de l’Isard

2021
- Mannschaftszeitfahren Tour de l’Avenir

2022
- Mannschaftszeitfahren Tour de l’Avenir

2023
- eine Etappe Olympia’s Tour

## Grand Tour-Platzierungen
| Grand Tour            | 2024 |
| --------------------- | ---- |
| Giro d’ItaliaGiro     | –    |
| Tour de FranceTour    | –    |
| Vuelta a EspañaVuelta | 129  |